# La Iglesia de Jesucristo de los Santos de los Últimos Días en Samoa

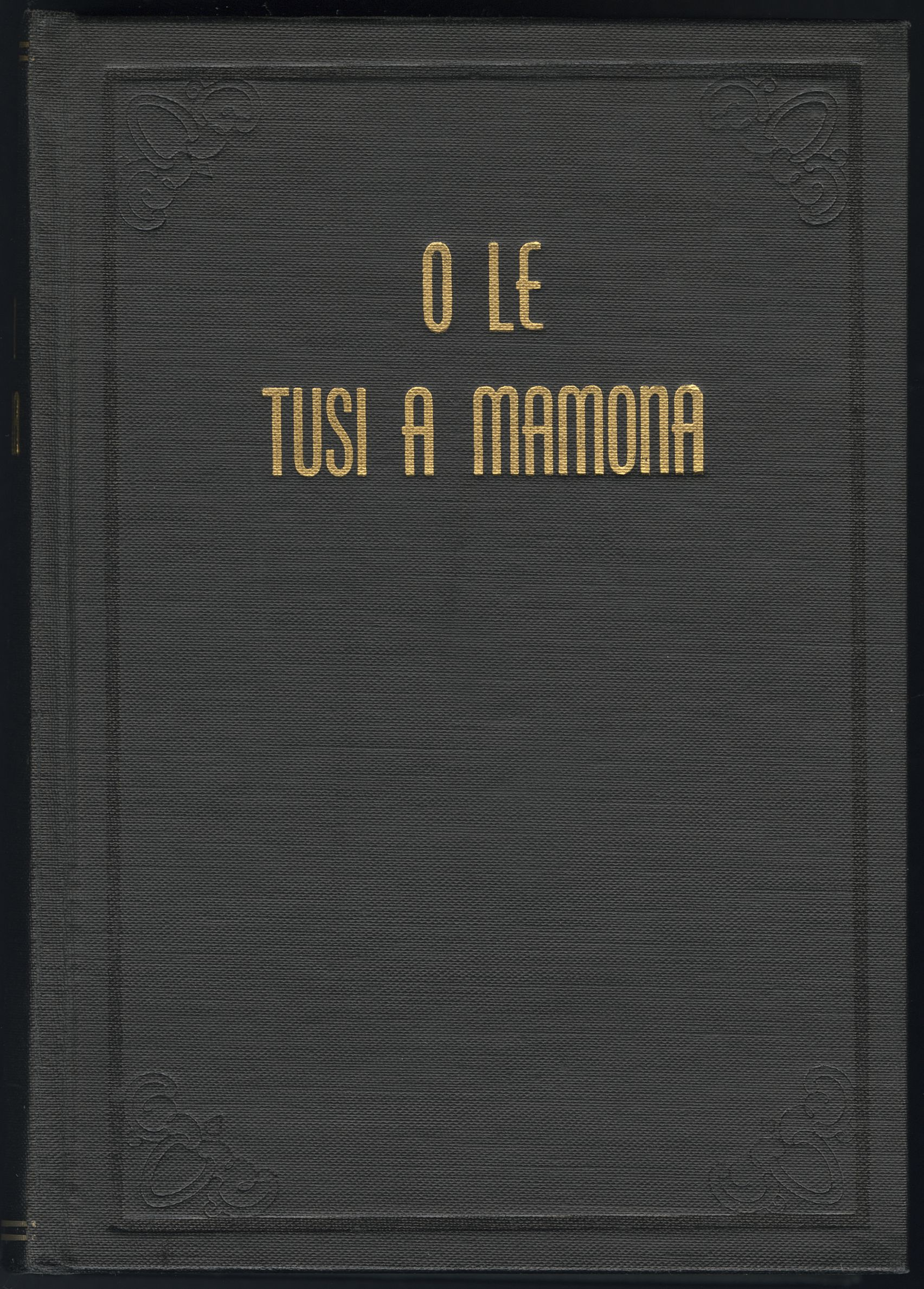
portada de la edición de 1944 del Libro de Mormón en idioma samoano; título es "O le Tusi a Mamona"

El trabajo misional de La Iglesia de Jesucristo de los Santos de los Últimos Días (Ekalesia a Iesu Keriso o le Au Pa'ia o Aso E Gata Ai en samoano) en Samoa empezó oficialmente el 18 de junio de 1888 cuando Joseph Harry Dean y Florence Ridges Dean llegaron a Tutuila. Hubo un comienzo no oficial en enero de 1863, cuando Malter Murria Gibson envió a dos élderes hawaianos, Kimo Pelio y Samuela Manoa a Samoa para enseñar el evangelio restaurado; bautizaron a cincuenta personas. Pelio murió en 1876 y Manoa se casó y se asentó en la pequeña isla de Aunuu, desde donde envió cartas a Hawái y a los cuarteles generales de la Iglesia SUD pidiendo ayuda. Una de esas cartas le pide a los decanos ir a Samoa desde Hawái.
El crecimiento de la Iglesia en Samoa se mantuvo estable desde 1888. Durante sus primeros cuatro meses los Deans bautizaron a cuarenta personas y formaron una rama. En 1899 la Iglesia tenía 1139 miembros samoanos dispersos a lo largo de las islas mayores. Los líderes locales lideraron la mayoría de las ramas y los samoanos poseedores del sacerdocio y sus mujeres sirvieron en misiones. Se crearon escuelas de la Iglesia SUD en numerosas ciudades y se crearon tres escuelas residenciales centrales en las islas de Tutuila, Upolu y Savai’i. La Iglesia continuó dirigiendo muchas escuelas, siendo las más importantes el Church College of Western Samoa, un instituto en Apia. Se fundaron centros de reunión para las familias en Mapusaga, en Tutuila (Samoa Americana) en 1903 y en Sainiatu, Upolu en Samoa en 1904.

En 1902 se estableció la sede en Pesega, cerca de Apia, en una tierra donada por Ah Mu, un miembro chino. En esta tierra están construidos el Templo de Apia, el Church College of Western Samoa, un centro de estaca, la sede de la misión y un centro de entrenamiento de misioneros. El Libro de Mormón se tradujo al samoano y se publicó en 1903 y Doctrina y Convenios y La Perla de Gran Precio en 1963.
El 18 de marzo de 1962 se organizó la estaca de Apia con Percy John Rivers, un descendiente de Ah Mu, como presidente. El 19 de febrero de 1981, Spencer W. Kimball dedicó el suelo para la creación del Templo de Apia en Pesega y se dedicó la estructura entre el 5 y el 7 de agosto de 1983.
En la actualidad hay 67.120 mormones en Samoa, agrupados en 134 congregaciones. Hay una misión (la misión Samoa-Apia), un templo y dieciséis Centros de Historia de la Familia.